# Artur Mas
Artur Mas i Gavarró (pron. catalana: [əɾˈtuɾ ˈmas i ɡə.βəˈro]; Barcellona, 31 gennaio 1956) è un politico spagnolo.
Dal 2010 al 2016 è stato il 129º presidente della Generalitat de Catalunya. È stato presidente di CiU fino alla sua dissoluzione nel 2015, segretario generale di CDC, fino alla sua "rifondazione" nel 2016 come PDeCAT, diventando, quindi, presidente del partito fino alla sua rinuncia nel gennaio 2018.

## Biografia
Artur Mas è nato a Barcellona il 31 gennaio del 1956. Appartiene ad una famiglia che lavorava nel campo dell'industria tessile di Sabadell e di quella metallurgica di Poblenou. Ha studiato presso il Liceo Francese di Barcellona, per cui oltre a conoscere spagnolo, catalano, e inglese conosce anche il francese. Si laurea in Scienze Economiche delle Imprese all'Università di Barcellona.
Ha lavorato, fino a 26 anni, in differenti imprese del settore privato, e nel 1982 entrò nel settore pubblico come collaboratore nel Dipartimento di Commercio, Consumo e Turismo della Generalitat de Catalunya per promuovere la Catalogna e attirare investimenti stranieri.
È stato inoltre consigliere comunale ("regidor") di Barcellona ed è deputato nel Parlamento Catalano dal 1995. In quello stesso anno fu nominato assessore ("conseller") per la politica territoriale e le opere pubbliche nel governo di Jordi Pujol, carica che occupò fino al 1997, quando fu nominato a capo del dipartimento per l'Economia e le Finanze.

### Primo Consigliere e Capo dell'opposizione
Il 17 gennaio del 2001 lasciò la sua carica di conseller dell'Economia e delle Finanze per occupare quella di Primo Consigliere ("Conseller Primer") della Generalitat de Catalunya fino al 22 dicembre 2003, quando fu costituito il governo regionale del nuovo presidente della Generalitat, il socialista Pasqual Maragall.
In vista delle elezioni per il Parlamento catalano del 16 novembre del 2003, assunse il comando del partito CiU, ma la formazione, in voti, risultò seconda, sconfitta dal Partito Socialista Catalano, il cui leader era lo stesso Maragall, che organizzò un governo insieme agli altri partiti di sinistra. Per cui Mas, il 27 maggio del 2004, diventò il capo dell'opposizione.

### Presidente della Generalitat
Il 18 gennaio del 2010 fu proclamato per la terza volta consecutiva come candidato di CiU alla presidenza della Generalitat per le elezioni del 2010, in un clima di forte crescita nazionalista catalana.
Il suo schieramento ottenne una grande vittoria alle elezioni del 28 novembre con il 46% dei deputati alla camera (62 seggi). Il suo governo si costituì il 16 dicembre e la Presidente del Parlamanto Núria de Gispert lo propose come candidato alla Presidenza della Generalitat. Nel discorso di insediamento del 20 dicembre, Mas, rivendicò un nuovo modello di finanziamenti per la Catalogna come la grande sfida per i prossimi anni e proclamò la "transizione nazionale" della Catalogna basata sul diritto a decidere.
Divenne il 129º presidente della Generalitat, il 23 dicembre del 2010, nonostante l'astensione del Partito Socialista. Ufficialmente assunse la carica il 27 dicembre, succedendo a José Montilla. Il suo governo iniziò ufficialmente il 29 dicembre.
In piena crisi economica e di relazioni con il governo centrale spagnolo, Mas, e il resto dei dirigenti, cominciarono a gettare le basi per l'indipendenza della Catalogna e per la sua autodeterminazione.
Gli accordi con il governo spagnolo però, non vanno secondo i piani e il 25 settembre del 2012 fu costretto a convocare elezioni anticipate (due anni prima del previsto), riconoscendo il fallimento delle sue negoziazioni sul patto fiscale per la Catalogna con il presidente del Governo spagnolo Mariano Rajoy. Mas articolò il suo programma elettorale in particolare sull'indipendenza.
Alle elezioni ci fu un'inedita partecipazione popolare del 70%; Mas tornò a vincere ma perse 12 seggi in Parlamento e ciò venne interpretato come un fallimento riguardo alla scommessa di CiU di essere la guida del processo indipendentista. Fu eletto per la seconda volta presidente della Generalitat con 71 voti a favore e 63 contro.

## La spinta per l'indipendenza della Catalogna e la fine della presidenza
Il 27 settembre 2014 firma per indire il 9 novembre il referendum sull'indipendenza catalana. Subito il governo spagnolo, per voce di Rajoy, dichiara di impugnare l'atto, giudicandolo come illegale (il quale referendum si riduce ad una consultazione meramente consultiva scarsamente partecipata). Così, non potendo secedere per via di referendum, in quanto non previsto dall'ordinamento dello Stato, nel 2015 scioglie nuovamente in anticipo il Parlamento della Catalogna, chiamando a elezioni in cui organizza una lista dichiaratamente indipendentista, in cui raccoglie una serie di partiti dal suo ai progressisti di Esquerra republicana de Catalunya, lista che chiama Junts pel Sí e che chiede di votare come se fosse un referendum sull'indipendenza. Dalla lista indipendentista restano fuori i suoi ex alleati di Unió e un'altra lista indipendentista di estrema sinistra, la Candidatura d'Unitat Popular. Il risultato è insufficiente alla maggioranza assoluta e deve intavolare trattative difficili con la CUP, che ne chiede la rinuncia al posto di presidente della Generalitat a favore del compagno di partito Carles Puigdemont. Mas rifiuta di aderire a tale condizione ritenendo di aver ricevuto un mandato popolare in tal senso, ma alla fine lascia spazio a Puigdemont.
Il 23 luglio 2016 viene scelto presidente del Partit Demòcrata Europeu Català (PDeCAT) in elezioni primarie col 95,07 dei voti con Neus Munté da vicepresidente in una candidatura senza oppositori. 
Il 25 settembre 2017 viene condannato dalla Corte dei Conti spagnola a risarcire allo Stato la somma di 5,2 milioni di euro per malversazione, a causa dell'impiego illegittimo di fondi statali per l'organizzazione del referndum consultivo indipendentista catalano del 2014.
Mas fu presente nelle negoziazioni e dibattiti nel Palau de la Generalitat durante il mese di ottobre 2017, i giorni previ alla presunta dichiarazione d'indipendenza della Catalogna. 
Posteriormente, si dimette da presidente del PDeCAT il 9 gennaio 2018, in una conferenza stampa in cui disse ‘Due anni dopo il passo di lato, oggi ne faccio un altro’. Alcuni media hanno collegato questa dimissione alla prossimità della sentenza del Caso Palau.